# Случай (гражданское право)
Юридический случай (лат. casus) — в гражданском праве это факт, который наступает не в силу направленной на него воли лица и поэтому не может быть предусмотрен при сложившейся ситуации и требуемой правом заботливости относительно чужих вещей и исполнения своих обязанностей; неумышленное действие, имеющее внешние признаки правонарушения при отсутствии элемента вины. Объединяет в себе такие события, которые являлись вне волевой сферы человека или, вопреки его воле, не могли быть им ни предвидены, ни предотвращены, несмотря на все меры предосторожности.
Случаю в праве противополагается вина (в форме умысла или неосторожности) лица; от него отличают также понятие непреодолимой силы. Так как по общему и основному принципу устройства современного гражданского общества каждый член его действует на свой страх и риск, как относительно своей личности, так и своего имущества, то никто не может быть обязан к возмещению ущербов, причиненных случаем.
Указание на случай составляет непризнание вины (отрицание неосторожности), так как отсутствие умысла вообще не освобождает от гражданской ответственности.
Из общих начал вытекает принцип «За случай никто не ответствен» (лат. Casus a nullo praestatur), и, как следствие, правило — что случайный вред должен нести собственник утраченного или поврежденного имущества: «Ответственность за случай падает на собственника имущества» (лат. Casum sentit dominus).

## Случай в договорных отношениях
Суды нередко смешивают категории случая и непреодолимой силы, формулируя отсутствие вины должника наступлением чрезвычайных обстоятельств.
При заключении одностороннего договора страх за случай лежит на кредиторе (например договор ссуды, поклажи), в таких договорах он является вместе и собственником утраченного имущества. Впрочем, правило о том, что страх за случайный вред падает по односторонним обязательствам на верителей (а не на должников) представляется не совсем точным, так как и должник (например, ссудоприниматель) вследствие случайной гибели переданной ему в безвозмездное пользование вещи лишается имущественного права, принадлежавшего ему по договору ссуды, а потому также терпит убыток, пусть и в меньшем размере, чем вред для ссудодателя.
В отношении двусторонних договоров вопрос о том, кто из участвующих лиц несет страх за случайную невозможность исполнения должником своего обязательства, зависит от того, сохраняет ли должник, не исполнивший обязательства, право на получение условленного вознаграждения или же лишается этого права. Исходя из мнения, что по предполагаемому намерению лиц, заключивших двусторонний договор, каждое из них должно исполнить своё обязательство под условием исполнения и другой стороной своего обязательства, большинство законодательств постановляют в виде общего правила, что должник, который вследствие случайных обстоятельств лишен возможности исполнить своё обязательство и потому освобождается от него, должен лишиться и права на условленное вознаграждение, а потому и несёт страх за случай.
Кроме двусторонних договоров, существующее общее правило «casus a nullo praestantur» («за случай никто не ответствен») может подлежать отмене по соглашению сторон, когда одна из них берёт на себя страх за гибель, обычно лежащий на противоположной стороне, а также по договорам, имеющим специальную цель — возмещение ущерба, причинённого случайной гибелью или повреждением вещи (страхование). По закону ответственность за случай в виде наказания налагается при задержке исполнения обязательства и при обязанности возвратить вещь, полученную незаконным путём.

## Комментарии
1. ↑  См. статью Casus в «Rechtslexicon» Holtzendorf'a и объяснения к 24 русского проекта об обязательствах (т. 1).